# ビーイング・ノーマル
『ビーイング・ノーマル』（英: Being Normal）は、2003年に製作された韓国のドキュメンタリー映画。

## 概要
チェ・ヒョンジョン（최현정）監督の友人で両性具有者のJ（パク・ジュヨン）を追ったドキュメンタリー。

## キャスト
- J（パク・ジュヨン）

## 上映
- 2004年『韓国インディペンデント映画2004』（3月6日・10日・12日）[3]
- 2005年（第1回）『関西クィア映画祭』（7月24日）[4]
- 2006年（第2回）『香川レインボー映画祭』（11月26日）[5]